# Svetlyj (Oblast' di Saratov)
Svetlyj (in russo Светлый?) è un villaggio (ZATO) dell'oblast' di Saratov, in Russia. La denominazione è circondario urbano Zato Svetlyj (Городской округ ЗАТО Светлый). Era precedentemente (dal 2006 al 2019) un insediamento di tipo urbano. È circondato su tutti i lati dal Tatiščevskij rajon.
Si trova sul fiume Idolga (affluente di sinistra della Medvedica, circa 30 km a nord-ovest di Saratov.